# Matthew C. Mihlbachler
Matthew Christian Mihlbachler (* 1972) ist ein US-amerikanischer Wirbeltierpaläontologe.

## Leben
Ab 1991 studierte Mihlbachler an der Southern Illinois University, wo er 1996 den Bachelor of Arts in Anthropologie erwarb. 2001 graduierte er zum Master of Science an der University of Florida, Gainesville. 2005 wurde er mit der Dissertation Phylogenetic Systematics of the Brontotheriidae (Mammalia, Perissodactyla) an der Columbia University zum Ph.D. in Geo- und Umweltwissenschaften promoviert.
Mihlbachler verbrachte seine Doktorandenjahre an der Abteilung für Wirbeltierpaläontologie am American Museum of Natural History, wo er eine systematische Revision der Brontotheriidae durchführte (ausgenommen die nordamerikanische Terminalform Megacerops) und seine Untersuchungen in der evolutionären Paläoökologie von Säugetieren begann, die bis heute andauern. Er hat in Institutionen auf der ganzen Welt geforscht, darunter in der Mongolei, Japan, China, Kenia, Russland, Kanada und in den Vereinigten Staaten. Mihlbachler hat auch Feldstudien in der Mongolei, Kenia (insbesondere Maboko Island), Kanada, Wyoming, Oregon, Illinois, Florida, New Jersey und Nova Scotia durchgeführt. Von 1995 bis 1998 betrieb er in Zusammenarbeit mit einer Gruppe von Archäologen Unterwasserausgrabungen von 32.000 Jahre alten Ablagerungen in der Latvis/Simpson-Doline in Nordflorida, um den frühen Kontakt zwischen Mensch und spätpleistozäner Fauna zu untersuchen. Für diese Arbeit gewann Mihlbachler 1998 den Bryan Patterson Award der Society of Vertebrate Paleontology.
Mihlbachlers Forschungslabor befasst sich mit der Evolution der anatomischen Systeme von Säugetieren im Zusammenhang paläoökologischer Veränderungen und der Anpassungsentwicklung durch frühere Umweltveränderungen. Ein wichtiger Aspekt seiner Arbeit ist die Untersuchung der Zahnabnutzung und die Rolle der Nahrungsumstellung bei der Entwicklung von Huftiergebissen, insbesondere Hypsodontie und andere Anpassungen im Zusammenhang mit den unterschiedlichen mechanischen Eigenschaften von Nahrung und Nahrungsverunreinigungen. Weitere laufende Forschungsarbeiten umfassen Untersuchungen zur Evolution und funktionellen Morphologie der Gliedmaßen und Gelenke von ausgestorbenen Paarhufern, Unpaarhufern und anderen Huftieren und deren Zusammenhang mit Körpergröße, Bewegungsmustern und sich verändernden Umgebungen sowie die Entwicklung des peripheren Nervensystems beim Menschen und bei anderen Säugetieren.
In seiner 2008 veröffentlichten Dissertationsarbeit stellte Mihlbachler seine neue systematische Gliederung der Brontotherien vor. Ihm gelang es dabei erstmals, die Formen Nordamerikas mit denen Eurasiens schlüssig zu vereinen. Zuvor waren die Brontotherien der beiden Regionen zumeist getrennt voneinander betrachtet worden. Zu den von Mihlbachler erstbeschriebenen Gattungen gehören Parvicornus, Aktautitan, Eubrontotherium und Xylotitan.